# Mudgot, Devadurga
Mudgot là một làng thuộc tehsil Devadurga, huyện Raichur, bang Karnataka, Ấn Độ.